# Orthophytum estevesii
Orthophytum estevesii är en gräsväxtart som först beskrevs av Werner Rauh, och fick sitt nu gällande namn av Elton Martinez Carvalho Leme. Orthophytum estevesii ingår i släktet Orthophytum och familjen Bromeliaceae. Inga underarter finns listade i Catalogue of Life.